# Pommereuil
Pommereuil hoặc Le Pommereuil là một xã ở trong tỉnh Nord ở miền bắc nước Pháp. Xã này có diện tích 6,45 km², dân số năm 1999 là 717 người. Xã nằm ở khu vực có độ cao từ 91-153 trun mét trên mực nước biển.